# Довер-Фокскрофт (Мејн)
Довер-Фокскрофт (енгл. Dover-Foxcroft) насељено је место без административног статуса у америчкој савезној држави Мејн.

## Демографија
По попису из 2010. године број становника је 2.528, што је 64 (-2,5%) становника мање него 2000. године.
| Група             | 2000.         | 2010.         |
| Белци             | 2.478 (95,6%) | 2.341 (92,6%) |
| Афроамериканци    | 5 (0,2%)      | 5 (0,2%)      |
| Азијати           | 21 (0,8%)     | 87 (3,4%)     |
| Хиспаноамериканци | 29 (1,1%)     | 44 (1,7%)     |
| Укупно            | 2.592         | 2.528         |